# (7031) Kazumiyoshioka
(7031) Kazumiyoshioka est un astéroïde de la ceinture principale.

## Description
(7031) Kazumiyoshioka est un astéroïde de la ceinture principale. Il fut découvert le 31 octobre 1994 à Nachikatsuura par Yoshisada Shimizu et Takeshi Urata. Il présente une orbite caractérisée par un demi-grand axe de 2,28 UA, une excentricité de 0,10 et une inclinaison de 5,5° par rapport à l'écliptique.

## Compléments